# Hamza Lahmar
Hamza Lahmar (Sousse, 28 de maio de 1990) é um futebolista profissional tunisiano que atua como meia.

## Carreira
Hamza Lahmar integrou a Seleção Tunisiana de Futebol no Campeonato Africano das Nações de 2017.